# Itzamary González
Itzamary González Cuéllar (14 de noviembre de 2003) es una deportista mexicana que compite en natación sincronizada. Ganó una medalla de plata en el Campeonato Mundial de Natación de 2023, en la prueba dúo libre mixto.

## Palmarés internacional
| Campeonato Mundial | Campeonato Mundial | Campeonato Mundial | Campeonato Mundial |
| Año                | Lugar              | Medalla            | Prueba             |
| ------------------ | ------------------ | ------------------ | ------------------ |
| 2023               | Fukuoka (Japón)    | Medalla de plata   | Dúo libre mixto    |